# Robert K. Hall
Robert Kerr Hall était un officier de la garde nationale du Dakota du Nord aux États-Unis. Né le 21 novembre 1895 à Fargo dans le Dakota du Nord et mort le 1er janvier 1962 à San Diego en Californie,. Il contribua notamment de manière décisive à la victoire dans la bataille d'Henderson Field au cours de la campagne stratégique de Guadalcanal, à la tête du 3e bataillon du 164e régiment d'infanterie de la Division America !.

## Récompenses et décorations
|  | Navy Cross                                               |
|  | Bronze Star                                              |
|  | Purple Heart                                             |
|  | Navy Presidential Unit Citation                          |
|  | Mexican Border Service Medal                             |
|  | Première Guerre mondiale médaille de la victoire         |
|  | American Defense Service Medal                           |
|  | American Campaign Medal                                  |
|  | Asiatic-Pacific Campaign Medal avec une étoile de bronze |
|  | Seconde Guerre mondiale médaille de la victoire          |
|  | Combat Infantryman Badge                                 |